# خوان هرنانديز لوبيز
خوان هرنانديز لوبيز (بالإنجليزية: Juan Hernández López)‏ هو سياسي أمريكي، ولد في 1 مارس 1859، وتوفي في 1944.